# TOEIC
TOEIC(Test Of English for International Communication, 토익)은 영어가 모국어가 아닌 사람들을 대상으로 의사소통 능력을 평가하는 시험(Standardized Test)이다. 1979년 미국 ETS (Educational Testing Service)에서 개발되어, 대한민국에는 1982년 도입되었다.

## 역사

### 도입
1978년, 일본의 재계 단체인 경단련 (일본어: 経団連)은 미국 시장 진출 확대에 따라 미국 현지에 파견될 일본인 직원들의 영어 회화 능력의 향상과 평가 기준 마련을 위해 미국 ETS사에 영어 시험 개발을 의뢰하였다. 당시 일본에는 1963년부터 시행 중인 실용영어기능검정시험이 이미 존재했으나, 대체로 중고생을 대상으로 하고 있어서 비즈니스 영어의 평가로는 적절하지 않다는 평가가 있었기 때문이다. ETS의 입장에서도, 아시아권에서 독보적인 지위를 가지고 있던 영어시험인 IELTS에 대항한 시험을 개발할 필요성을 절감하고 있었으므로, 개발에 착수한다. 그 결과, 1979년 12월 일본 국제비즈니스커뮤니케이션협회(IIBC)의 주관으로 최초 토익시험이 일본 국내에서 치러졌다. 제1회 토익시험의 응시자는 총 2,773명 이었으며 평균점수는 578점이었다. 오늘날 토익시험은 전세계에서 매년 700만 명 이상이 응시하는 대표적인 영어시험이 되었다.
대한민국에는 80년대 후반 도입 후 기업들이 채용 심사에서 토익을 평가 자료로 사용하기 시작하였고, 이로 인해 토익 응시자 가운데 대한민국은 일본에 이어 가장 많은 비율을 차지해왔다. 대한민국 내 응시자 수는 매해 증가하여 2003년 169만 명에 이르러 일본을 앞섰다. 한편, 거의 90%에 가까운 응시생이 대한민국 수험생들이라는 편견이 존재하지만, 사실이 아니다. 이는 일본, 대한민국의 응시자 수가 각각 200만 명씩 넘기며, 1위, 2위 자리를 서로 바꾸고 있기 때문이다.

### 2006년 시험 개정
듣기 섹션이 미국, 캐나다 등의 북미식 영어(North American English) 발음에만 치중해 있다는 비판에 따라, 2006년에 주요한 변화가 있었다. 이러한 변화들은 아래와 같이 추릴 수 있다.
- 전반적으로 지문의 내용이 더 길어졌다.
- PART 1의 경우 사진 내용과 곁들이는 질문이 줄어들었다.
- 듣기 섹션은 북미식(미국 영어, 캐나다 영어) 발음뿐 아니라 영국식(영국 영어), 호주식(오스트레일리아 영어, 뉴질랜드 영어)의 발음도 추가되었다.
- 비율은 각각 미국식, 캐나다식, 영국식, 호주식 발음이 각각 25%씩이다. .
- PART 6은 더 이상 문법의 오류를 찾아내는 문제가 아니다. 실제 비즈니스 환경에 현실적이지 않다는 비판이 제기되었기 때문이다. 그 대신, 이 부분은 시험을 치르는 사람이 완전하지 않은 문장들의 빈칸을 채우는 형식으로 대체되어 있다.
- PART 7은 단일 지문뿐 아니라 복수의 지문을 함께 읽고 종합적으로 문제를 푸는 부분이 추가되었다. 관련된 2개의 지문을 읽고 이어지는 문제를 풀어야 한다.

### 2016년 토익 재개정
ETS는 2016년 5월 29일부터 2차 개정을 한다고 밝혔다.
- 듣기

- 파트 1: 10문제에서 6문제로 줄어들었다.
- 파트 2: 30문제에서 25문제로 줄어들었다.
- 파트 3: 30문제에서 39문제로 바뀌었으며 3명 이상의 화자가 출현하고 도표나 약도 등 시각 정보가 등장한다. 3인 대화는 기존의 남녀 혹은 동성 간 2자 대화에 남자 혹은 여자가 한 명 더 추가되어 남-남-여 혹은 여-여-남 형태가 된다,
- 파트 4: 30문제 그대로이다. 도표나 약도 등 시각 정보가 추가되는 것을 빼면 다르지 않다.

- 읽기

- 파트 5: 40문제에서 30문제로 줄어들었다.
- 파트 6: 4세트 12문제에서 4세트 16문제로 늘어났다. 원래는 각 세트 당 빈 칸에 단어나 구(phrase)를 넣는 문제만 3문제씩 출제되었으나 2016년 개정 TOEIC부터는 빈 칸에 문장을 넣는 문제도 각 세트 당 한 문제씩 출제된다.
- 파트 7: 48문제에서 54문제로 늘어났고 triple passage, 즉 3중 복합문단 지문이 출제되며 문장이 들어갈 곳 찾기 문제가 출제된다. 추가로 지문도 다양해져서 다수가 참여하는 문자 메시지나 SNS 대화문도 출제된다.

## TOEIC Listening & Reading
TOEIC Listening & Reading는 크게 청해(Listening Comprehension)와 독해(Reading Comprehension) 부분으로 나눌 수 있고, 세부적으로는 총 7개의 PART로 구분한다.
시험시간은 약 120분이며, 총 200문항으로 점수는 최저 10점에서 최고 990점이다.

### Listening Comprehension
100문항, 45분으로 점수는 최저 5점~최고 495점이다.
- PART 1: 사진 묘사(6문항)
- PART 2: 질의 응답(25문항)
- PART 3: 짧은 대화(39문항)
- PART 4: 짧은 담화(30문항)

### Reading Comprehension
100문항, 75분으로 점수는 최저 5점~최고 495점이다.
- PART 5: 단문 빈칸채우기(30문항)
- PART 6: 장문 빈칸 및 단문장 채우기(16문항)
- PART 7: 지문 독해(54문항) (단일지문 24문항, 이중지문 19문항, 삼중지문 15문항)

## TOEIC Speaking
TOEIC Speaking Test는 2006년에 새로 도입된 영어 말하기 측정 시험이다. 전세계적인 근무환경에 적절한 내용으로 구성된 11개의 문항으로 구성되어 있으며, 여기에는 업무와 관련된 상황 혹은 문화를 초월한 친숙한 일상생활에서 수행해야 할 과제를 포함하고 있다.
시험 응시는 컴퓨터로 진행되며, 준비 시간을 포함하여 총소요 시간은 40분으로 그 중 실제 시험시간은 20분 정도이다. 총 11개의 문제로 구성되어 있으며 6개의 문제유형으로 나뉜다. 대한민국에서의 실시와 운영은 '한국토익위원회'에서 주관한다. 2006년 국내 첫 시행 후 6년 만에 100만 명 이상이 응시하였다.

### 구성
- 문제 1~2: 문장 읽기 (준비 45초 / 답변 45초)
- 문제 3: 사진 묘사 (준비 30초 / 답변 45초)
- 문제 4~6: 듣고 질문에 답하기 (준비시간 없음 / 답변 15~30초)
- 문제 7~9: 제공된 정보를 사용하여 질문에 답하기 (준비 30초(지문읽는 시간) / 답변 15~30초)
- 문제 10: 해결책 제안 (준비 30초 / 답변 60초)
- 문제 11  : 의견 제시하기 (준비 15초 / 답변 60초)

### 채점과 성적발표
문제 유형 간에는 쉬운 문제보다 어려운 문제에 가중치가 적용되고 총점은 0점에서 200점의 점수 범위로 환산된다. 채점 결과 0점에서 200점 사이의 점수와 8개의 등급이 부여된다.
- Lv. 1: 0~30
- Lv. 2: 40~50
- Lv. 3: 60~70
- Lv. 4: 80~100
- Lv. 5: 110~120
- Lv. 6: 130~150
- Lv. 7: 160~180
- Lv. 8: 190~200

## TOEIC Bridge
TOEIC Bridge는 초급, 중급 수준 학습자의 기초 영어 실력을 측정하는 시험이다.

## 장애인 응시규정
TOEIC에서는 장애인을 위한 별도의 응시 규정이 존재한다.
- 공통 - 별도 고사실 배정, 보조공학기기 지참 허용
- 시각장애인(1~2급) - 점자 문제지 혹은 확대 문제지 제공, 듣기 평가(사진묘사 제외) 47분, 휴식시간 15분 읽기평가 시간 2.4배 연장(180분),[8] 답안지 대필
- 시각장애인(3급 1호~5급 1호) - 확대 문제지 제공, 읽기 평가 시간 1.5배 연장(113분)
- 시각장애인(5급 2호~6급) - 읽기 평가 시간 1.2배 연장(90분)
- 청각장애인(2~3급) - 읽기 평가 점수만 성적표에 명시
- 청각장애인(4~5급) - 공통 편의지원 내용만 신청 가능
- 뇌병변장애인(1~2급) - 읽기 평가 시간 2배 연장(150분), 답안지 대필
- 뇌병변장애인(3~4급) - 읽기 평가 시간 1.5배 연장(113분), 답안지 대필
- 뇌병변장애인(5~6급) - 읽기 평가 시간 1.2배 연장(90분)
- 상지 지체장애인(1~2급) - 읽기 평가 시간 2배 연장(150분), 답안지 대필
- 상지 지체장애인(3~4급) - 읽기 평가 시간 1.5배 연장(113분), 답안지 대필
- 상지 지체장애인(5~6급) - 읽기 평가 시간 1.2배 연장(90분)
- 하지 지체장애인 - 공통 편의지원 내용만 신청 가능

## 비판 및 사건 사고
TOEIC에 대해서 몇 가지 비판이 존재한다. 토익 성적 발표가 19일이나 걸려 신속성이 저하된다는 비판이다. 일반적으로 토익 응시자들은 시험 성적을 보고 다음 시험을 응시할지 여부를 결정하는데 성적발표가 늦어져 미리 응시를 하고 기다려야 한다는 점을 악용한 상술이라는 지적이 있다. OMR 채점인데 이렇게 오래 걸릴 이유가 없다는 것이다. 후에 마음에 드는 성적이 나와 시험을 취소해도 절반밖에 환불해주지 않는다. 또한 토익 시험지를 가지고 나올 수 없다는 점도 비판으로 제기된다. YBM 시사닷컴측은 창작물이기 때문에 나눠줄 수 없다는 입장을 보이고 있다. 자신이 어떤 문제를 틀렸는지도 알려주지 않는다는 점도 비판의 대상이다.

### 2001년 응시료 환불 관련 불공정 약관 적발
2001년 4월 공정거래위원회는 TOEIC과 JPT의 일부 약관에 대해서 무효를 검토했다. 해당 약관은 고객이 응시료를 지급한 후 취소할 시 YBM 측에서 응시료를 환불해주지 않아도 되는 내용을 담고 있다. 이로 인해 공정거래위원회는 YBM에 대해 직권 실태조사를 나섰으며, 2003년 2월 에듀케이셔널 테스팅 서비스는 불공정 조항 시정 요청에 따라 시행 약관을 수정하였다.

### 2004년 인터넷 시험 응시 취소 제한 불공정 약관 적발
2004년 7월 공정거래위원회는 방문 및 우편 취소만 가능한 TOEIC의 시험 접수 및 취소 약관 조항에 대해 시정하라고 명령하였다. 공정거래위원회는 해당 약관을 두고 인터넷 원서 접수는 가능하지만 취소는 불가능하며, 방문 취소를 강제하여 환불을 억제하는 행위라고 판단하였다.

### 2007년 독점 및 시장의 경쟁 제한성 논란
2007년 2월 대한민국 국회 정무위원회는 2006년 국정감사 결과 시정 및 처리결과 보고서를 통해 토익 시험의 불공정 및 독과점 형태에 대해서 지목하였다. 영어 시험 시장에서 과도한 시장 점유율을 보유하고 있어 경쟁이 제한되고, 약관 규정의 문제점 및 계열사 간의 부당지원 혐의가 발생했다는 내용을 담고 있다. 이로 인해 YBM의 다수 계열사와 한미교육위원단 등은 조사를 받아왔다.

### 2013년 참여연대 등 주요 시민 단체의 공정거래위원회 제소
2013년 11월 참여연대의 민생희망본부, 청년유니온, 민주사회를 위한 변호사모임의 민생경제위원회는 공정거래위원회에 한국토익위원회를 고발하며 기자회견을 열었다. 물가상승률을 초과한 과도한 응시료 인상과 시장지배적 지위를 남용하여 영어 시험 시장 조성에 악영향을 끼쳤다는 평가를 받게 되었다.

### 2023년 답안 거래 등 조직적 부정행위 발생
2023년 8월 서울경찰청은 소셜 미디어를 통해 취업준비생을 대상으로 답안 제공 등 부정행위를 시도한 유명 강사 등 20명을 업무방해 혐의로 입건하였다. 듣기 평가 후 읽기 평가 시간 중 화장실 이용 시간을 이용하여 개인 스마트폰을 통해 메시지 형태 및 쪽지 형태로 공유하는 것으로 알려졌다.

## 활용 분야
- 병무청에서 모집하는 카투사와 어학병은 지원 시 토익 점수 제출을 요구받는다. (카투사는 780점 이상, 어학병은 900점 이상)
- 한국TOEIC위원회에서 최근의 기업 및 기관의 TOEIC, TOEIC Speaking 활용 현황 조사에 따르면, 국내 약 1600여개의 기관에서 채용, 승진에 있어서 TOEIC, TOEIC Speaking 점수를 반영한다고 조사되었다. 신입 채용의 경우 TOEIC과 TOEIC Speaking 일정 점수를 제한하거나, 기준 점수를 제시하지 않았으나 성적을 참고, 제출하게 하는 기업이 많다. 또한 기존 직원들의 영어 능력 강화를 위해 많은 기업에서 TOEIC과 TOEIC Speaking을 도입하여 활용하고 있다.[18]
- 외교관후보자시험 중 1차 시험에서 응시년도 기준 5년 내에 취득한 토익 870점 이상의 점수 제출을 요구받는다.

## 같이 보기
- 영어
- TOEFL
- G-TELP
- IELTS
- TEPS
- TOSEL